# Хайлигендамм
Ха́йлигенда́мм (нем. Heiligendamm — «Святая дамба») — расположенный на побережье Балтийского моря район города Бад-Доберан на севере Германии в земле Мекленбург-Передняя Померания.
Хайлигендамм — старейший морской купальный курорт Германии. Длинные ряды белых домов стоят вдоль побережья и хорошо видны с моря, поэтому курорт также известен как «Белый город у моря». В 2004 году Хайлигендамму временно присвоен титул курорта. Место получило мировую известность из-за проводившейся в нём встречи «Большой восьмёрки» в июне 2007 года.

## История
Своим появлением Хайлигендамм обязан великому герцогу Фридриху Францу I Мекленбургскому, который в 1793 году основал в этом месте курорт. Сегодня об этом событии напоминает памятник основателю курорта. Планировку курорта и строительство главных зданий, в том числе здание Курзала (Kurhaus Heiligendamm, 1814), герцог поручил архитектору Карлу Теодору Северину.
С самого своего основания Хайлигендамм считается одним из самых красивых курортов Германии.
Название «Хайлигендамм» местность получила по большой насыпи камней, состоящей из обнажённых морем моренных отложений ледникового периода. По легенде насыпь возникла из-вод вспенившегося Балтийского моря вследствие молитв монахов ордена цистерцианцев.
Существует ложное поверье, что один из русских царей отдыхал в Хайлигендамме. Однако в действительности в Хайлигендамме побывала лишь великая княжна Мария Александровна.
С 1949 года в Хайлигендамме основана школа прикладного искусства для дизайнеров по интерьеру, мебели, графике и украшениям. Общее количество студентов, окончивших данную школу к 2000 году, составило около полутора тысяч.
В годы существования ГДР здания школы использовались летом как летний лагерь для детей работников аппарата Министерства культуры ГДР. Данная практика прекратилась летом 1990 года.
В 1996 году историческая часть Хайлигендамма была выкуплена одним из подразделений предприятия по работе с недвижимостью Fundus-Gruppe, которая провела реставрацию пяти исторических строений, превратив их в пятизвёздочные отели, открытые для посещения с весны 2003 года.
Отношения между населением и собственниками отелей напряжённы, так как в результате строительства отелей были перекрыты для широкого доступа некоторые дороги, парки и променады. Несмотря на наличие договора на реставрацию зданий, не принадлежащих к комплексу отелей, данная санация проведена не была. В то же время была снесена историческая вилла и запланирован снос или перемещении ряда старинных зданий и памятников.
13 июля 2006 года в Хайлигендамме переночевал президент США Джордж Буш, находившийся с визитом в Штральзунде.
С 6 по 8 июня 2007 года в Хайлигендамме проходила встреча «Большой восьмёрки». В обеспечение безопасности этого мероприятия были возведены 13 километров заграждений, уходящих непосредственно в Балтийское море, которые после окончания встречи планировалось демонтировать.

## Достопримечательности

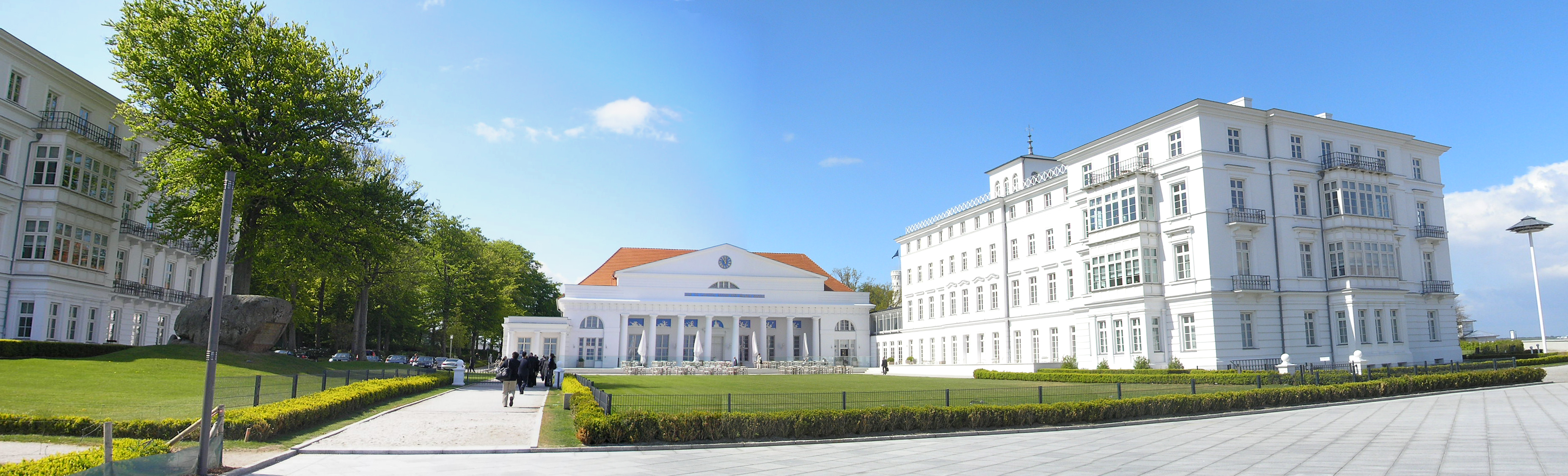
Панорама Курзала
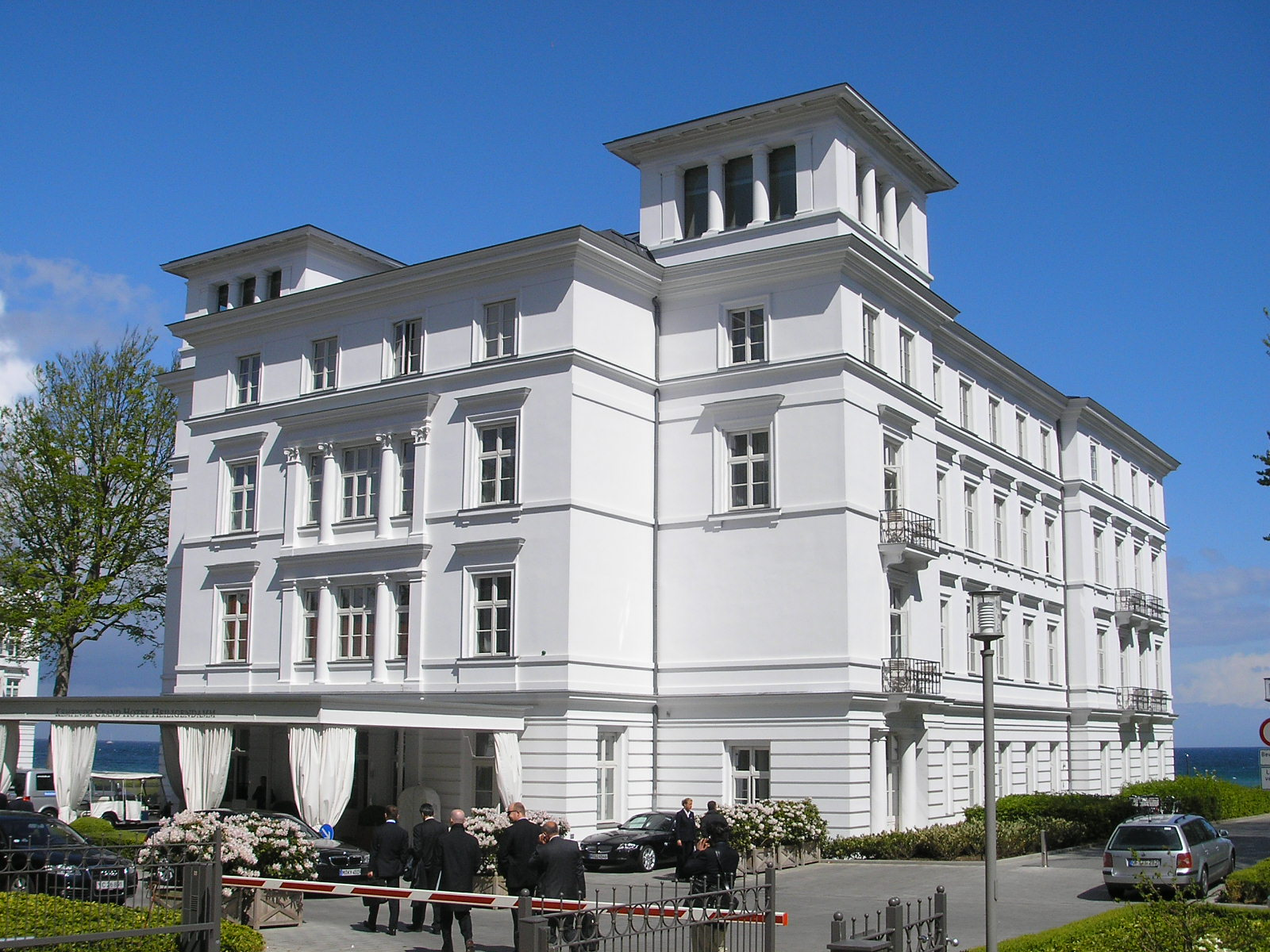
«Grand Hotel» в Хайлигендамме
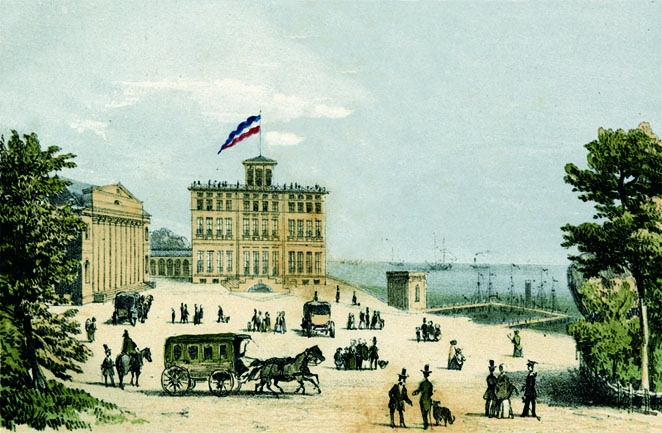
Вид Хайлигендамма в 1841 году
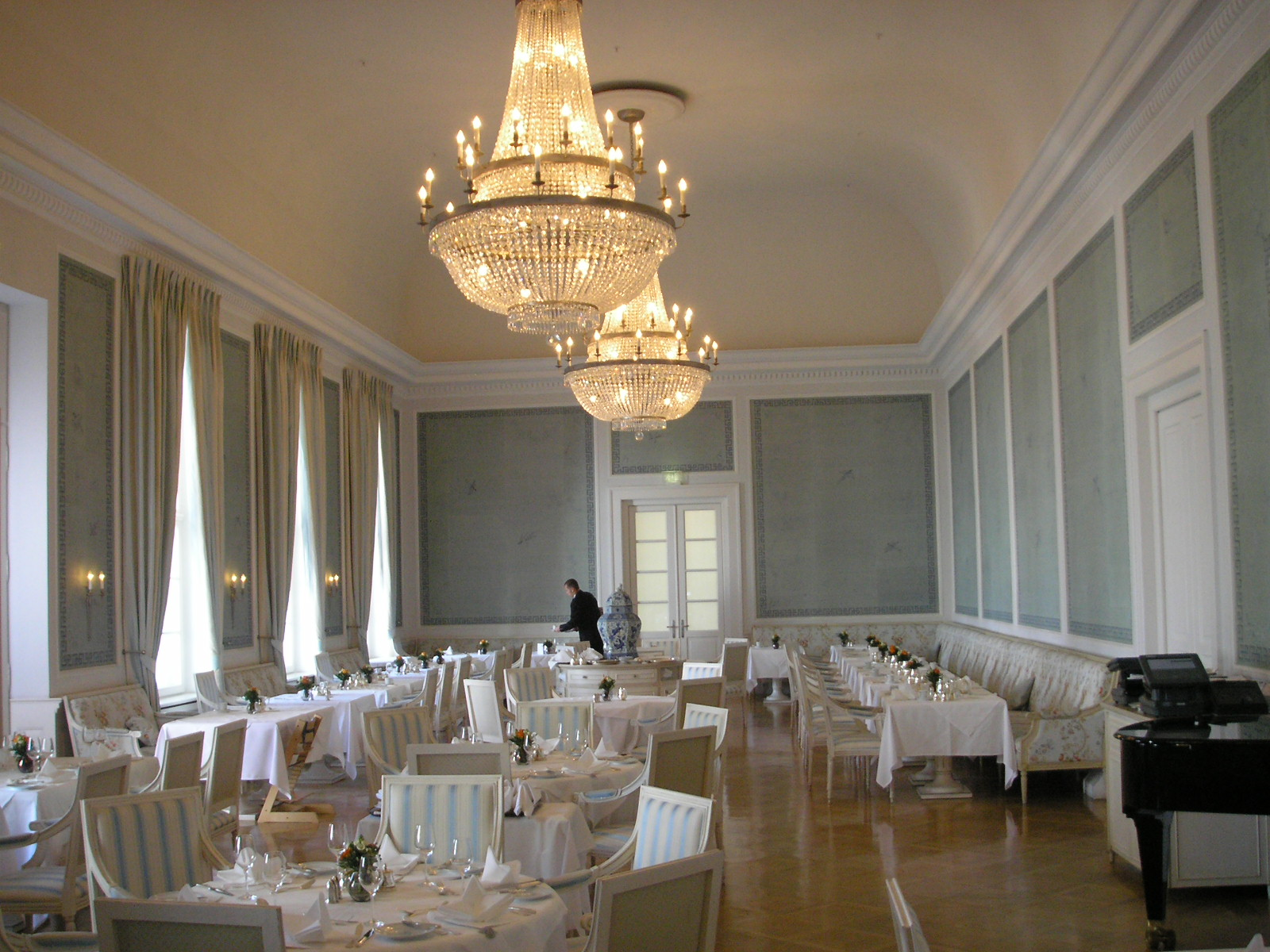
Столовая (салон) в Курзале
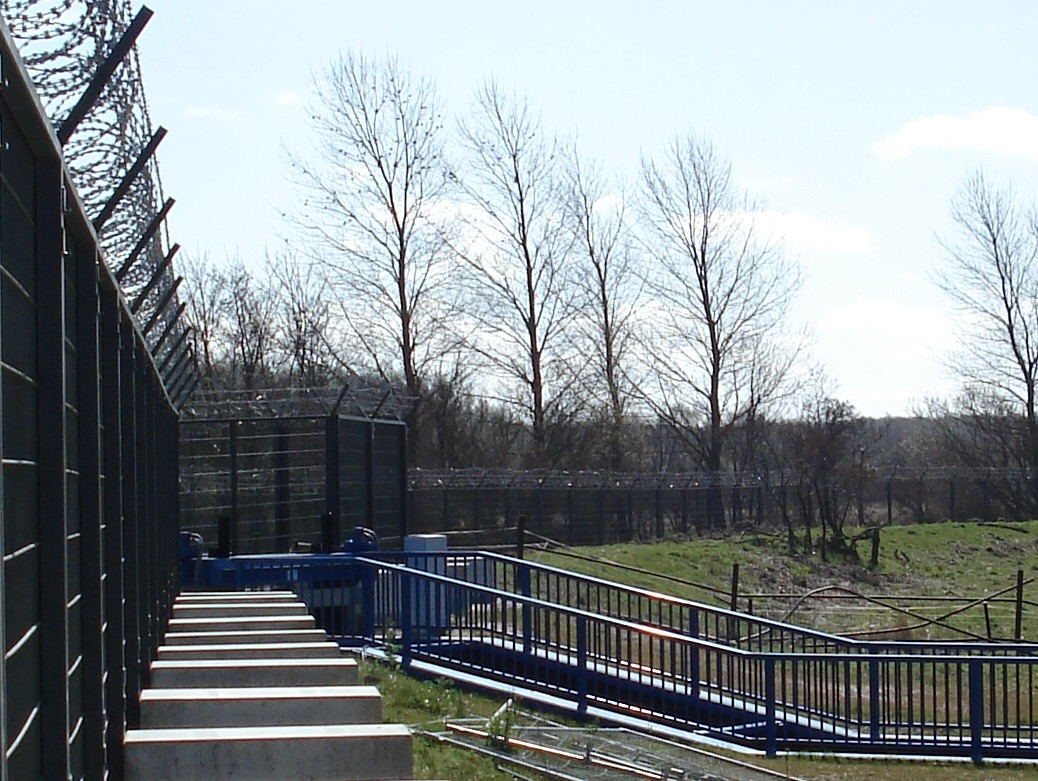
Защитная изгородь, возведённая неподалёку от Хайлигендамма в преддверии встречи «Большой восьмёрки»
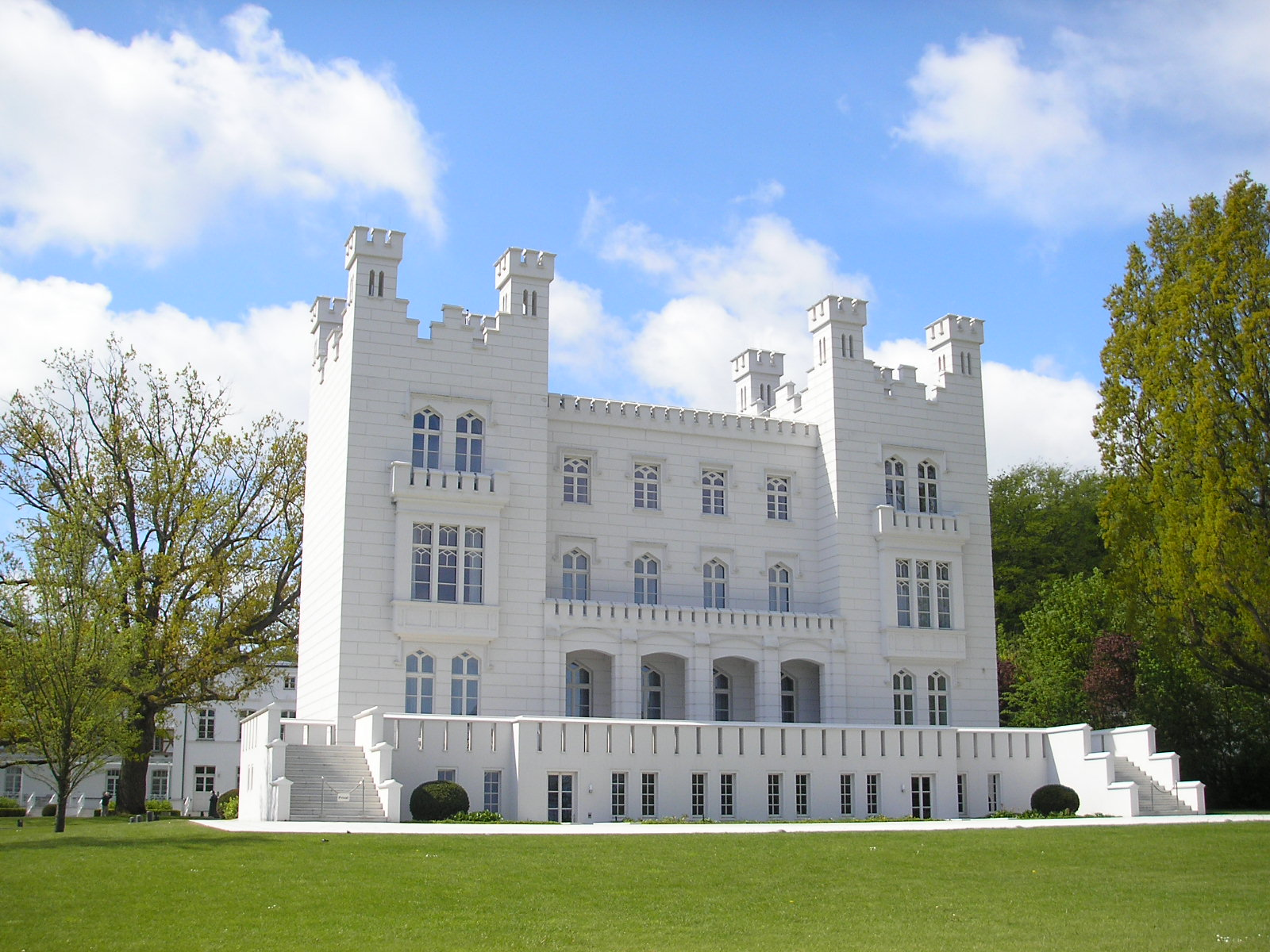
Замок «Хоенцоллерн»

Историческая часть города выдержана в стиле немецкого неоклассицизма. В Хайлигендамме также есть выдающийся на 200 метров в море променад.
От холодного родника в Бад-Доберан проходит узкоколейная железная дорога «Bäderbahn Molli», участок полотна которой между Хайлигендаммом и Бад-Добераном построен в 1886 году.